# أوليفر إلسوورث

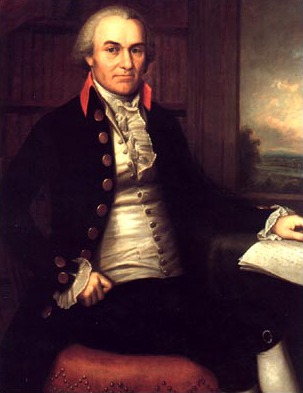
أوليفر إلسوورث

أوليفر إلسوورث (بالإنجليزية: Oliver Ellsworth)‏ (29 أبريل 1745 - 26 نوفمبر 1807) كان محام وسياسي وأميركي وثوري ضد الحكم البريطاني، ويعتبر من الأشخاص الذين صاغوا دستور الولايات المتحدة الأمريكية وهو أيضا عضو مجلس الشيوخ من ولاية كونيتيكت، وثالث رئيس قضاة المحكمة العليا.
ولد إلسورث في وندسور، كونيتيكت ودرس كلية نيو جيرسي وساعدت في تأسيس جمعية ويغ كليوسوفيك الأمريكية. في 1777، أصبح مدعي عام مقاطعة هارتفورد وتم اختياره كمندوب في الكونغرس القاري خلال حرب الاستقلال الأمريكية. شغل منصب قاضٍ في الولاية خلال عقد 1780 واختير كمندوب لمؤتمر فيلادلفيا عام 1787، الذي نتج عنه دستور الولايات المتحدة. لعب إلسورث خلال المؤتمر دورًا في تشكيل تسوية كونيتيكت بين الولايات المتباينة في عدد السكان. كما اشترك في لجنة التفصيلات التي أعدت المسودة الأولى للدستور، لكنه ترك المؤتمر قبل توقيع الوثيقة.
ساعد نفوذه على ضمان تصديق ولاية كونيتيكت على الدستور، وتم انتخابه بين أول عضوين في مجلس الشيوخ عن كونيتكت، حيث خدم من 1789 إلى 1796. وكان الكاتب الرئيسي لقانون القضاء لعام 1789، الذي وضع تعاريف القضاء الفيدرالي للولايات المتحدة ومنح المحكمة العليا سلطة إلغاء قرارات محاكم الولايات العليا التي كانت مخالفة للدستور. كان إلسورث حليفا لوزير الخزانة ألكسندر هاملتون وساند الحزب الفيدرالي. وساعد في إقرار مقترحات هاملتون مجلس الشيوخ مثل قانون التمويل لعام 1790 ومشروع قانون البنك لعام 1791. كما ساعد في التصديق على وثيقة الحقوق ومعاهدة جاي.
رفض مجلس الشيوخ ترشيح جون روتليدج ليخدم كرئيس لقضاة المحكمة العليا، فقام الرئيس جورج واشنطن بترشيح إيلسورث للمنصب. تم تأكيد تعيين إلسورث بالإجماع من قبل مجلس الشيوخ عام 1795. وخدم في هذا المنصب حتى عام 1800، تعاملت محكمة إلسورث مع بعض القضايا المؤثرة. عمل في نفس الوقت كمبعوث إلى فرنسا من عام 1799 إلى عام 1800، وتوقيع اتفاقية عام 1800 لتسوية الأعمال العدائية لشبه الحرب. ترشح إلسورث عن الحزب الفيدرالي في الانتخابات الرئاسية عام 1796 وفاز بعدد قليل من أصوات المجامع الانتخابية. ضعفت صحته وتقاعد من المحكمة في عام 1800، وخلفه جون مارشال في المنصب. خدم في مجلس حاكم كونيتيكت حتى وفاته في عام 1807.